# Eva-Maria Botzenhart
Eva Botzenhart (* 4. Oktober 1965 in Augsburg) ist eine deutsche Politikerin (Bündnis 90/Die Grünen). Sie ist seit 2020 Mitglied der Hamburgischen Bürgerschaft.

## Berufliches und Privates
Botzenhart wuchs in Augsburg auf, machte ihr Abitur auf dem zweiten Bildungsweg und absolvierte eine Ausbildung zur Einzelhandelskauffrau. 1985 zog sie nach Hamburg, wo sie von 2000 bis 2020 als Netzwerkadministratorin bei der Bürgerschaftsfraktion von Bündnis 90/Die Grünen Hamburg tätig war. Sie hat eine Ausbildung beim Verein für Intelligente Entwicklung und Lösungen (V.I.E.L) absolviert und arbeitet selbstständig als Coach. Botzenhart lebt in Altona und hat einen erwachsenen Sohn.

## Politische Karriere
Botzenhart trat 1997 im Alter von 32 Jahren den Grünen bei. Von 2007 bis 2010 war sie Vorsitzende des Kreisverbands von Bündnis 90/Die Grünen Hamburg-Altona. 2011 wurde sie als Abgeordnete in die  Bezirksversammlung von Altona gewählt. Dort war sie Sprecherin für die Themen Verkehr, Grünerhalt und Sport und zeitweilig stellvertretende Vorsitzende ihrer Fraktion.
2019 initiierte Botzenhart den Verkehrsversuch "Ottensen macht Platz", bei dem das Zentrum von Ottensen im Kerngebiet Altonas für fünf Monate als Fußgängerzone ausgewiesen wurde.
Bei der Bürgerschaftswahl in Hamburg 2020 stand Botzenhart auf Platz 17 der Landesliste ihrer Partei. Sie rückte nach der Wahl für ein Senatsmitglied nach und zog in die Bürgerschaft ein. Für ihre Fraktion ist Botzenhart Fachsprecherin für die Themen Digitalisierung und Datenschutz.
Botzenhart ist Mitglied im Haushaltsausschuss und dessen Unterausschüssen Prüfung der Haushaltsrechnung und Internet und Kommunikations(IuK)-Technik und Verwaltungsmodernisierung, im Eingabenausschuss, im Ausschuss für Justiz und Verbraucherschutz und in dessen Unterausschuss Datenschutz und Informationsfreiheit. Zudem ist sie Mitglied im Parlamentarischen Untersuchungsausschuss: „Cum-Ex Steuergeldaffäre“, Schriftführerin im Verkehrsausschuss und ständige Vertretung im Ausschuss für Wirtschaft und Innovation.
Botzenhart ist Delegierte ihrer Fraktion in den Bundesarbeitsgemeinschaften Digitales und Medien und Lesbenpolitik von Bündnis 90/Die Grünen und engagiert sich als offen lesbische Frau sowohl auf Bundesebene, als auch in Hamburg, für die Interessen und Belange von LSBTI*.